# Demis Roussos-diszkográfia
Ez a lap Demis Roussos görög származású énekes albumainak és egyéb kiadványainak diszkográfiája. Tartalmazza a megjelent stúdióalbumokat, a közép- és kislemezeket, azok slágerlistás helyezéseit, a fontosabb válogatásalbumokat, videós kiadásokat, DVD-albumokat, illetve egyéb exkluzív megjelenéseket.

## Stúdióalbumok
| Év   | Album adatai                                                             | Legmagasabb slágerlistás helyezés | Legmagasabb slágerlistás helyezés | Legmagasabb slágerlistás helyezés | Legmagasabb slágerlistás helyezés | Legmagasabb slágerlistás helyezés | Legmagasabb slágerlistás helyezés | Legmagasabb slágerlistás helyezés | Legmagasabb slágerlistás helyezés | Megjegyzések |
| Év   | Album adatai                                                             | FR                                | UK                                | GER                               | NL                                | B                                 | SP                                | SWE                               | US                                | Megjegyzések |
| ---- | ------------------------------------------------------------------------ | --------------------------------- | --------------------------------- | --------------------------------- | --------------------------------- | --------------------------------- | --------------------------------- | --------------------------------- | --------------------------------- | ------------ |
| 1971 | On The Greek Side Of My Mind - Megjelent: 1971. 11. 29. - Kiadó: Philips | —                                 | —                                 | —                                 | —                                 | —                                 | —                                 | —                                 | —                                 |              |
| 1973 | Forever And Ever - Megjelent: 1973. 03. 01. - Kiadó: Philips             | 1                                 | 2                                 | 1                                 | 1                                 | —                                 | 1                                 | 1                                 | —                                 |              |
| 1974 | My Only Fascination - Megjelent: 1974. 04. 02. - Kiadó: Philips          | 8                                 | 39                                | —                                 | 2                                 | —                                 | —                                 | 7                                 | —                                 |              |
| 1974 | Auf Wiederseh'n - Megjelent: 1974. 09. 01. - Kiadó: Philips              | —                                 | —                                 | —                                 | 8                                 | —                                 | —                                 | —                                 | —                                 |              |
| 1975 | Souvenirs - Megjelent: 1975. 03. 05. - Kiadó: Philips                    | 2                                 | 25                                | —                                 | 27                                | —                                 | —                                 | —                                 | —                                 |              |
| 1976 | Happy To Be... - Megjelent: 1976. 03. 24. - Kiadó: Philips               | 10                                | 4                                 | —                                 | —                                 | —                                 | —                                 | 23                                | —                                 |              |
| 1976 | Die Nacht Und Der Wein - Megjelent: 1976. 04. 01. - Kiadó: Philips       | —                                 | —                                 | 34                                | —                                 | —                                 | —                                 | —                                 | —                                 |              |
| 1977 | The Demis Roussos Magic - Megjelent: 1977. 04. 09. - Kiadó: Philips      | 2                                 | 29                                | —                                 | —                                 | —                                 | —                                 | —                                 | —                                 |              |
| 1977 | Ainsi Soit-il - Megjelent: 1977. 11. 01. - Kiadó: Philips                | —                                 | —                                 | —                                 | —                                 | —                                 | —                                 | —                                 | —                                 |              |
| 1977 | Kyrila - Insel Der Traume - Megjelent: 1977. 11. 31. - Kiadó: Philips    | —                                 | —                                 | 36                                | —                                 | —                                 | —                                 | —                                 | —                                 |              |
| 1978 | Demis Roussos - Megjelent: 1978. 04. 17. - Kiadó: Philips                | 10                                | —                                 | —                                 | —                                 | —                                 | —                                 | —                                 | 184                               |              |
| 1979 | Universum - Megjelent: 1979. 04. 03. - Kiadó: Philips                    | 2                                 | —                                 | —                                 | —                                 | —                                 | —                                 | —                                 | —                                 |              |
| 1980 | Man Of The World - Megjelent: 1980. 04. 09. - Kiadó: Mercury             | —                                 | —                                 | —                                 | 27                                | —                                 | —                                 | —                                 | —                                 |              |
| 1982 | Demis - Megjelent: 1982. 02. 01. - Kiadó: Mercury                        | —                                 | —                                 | —                                 | —                                 | —                                 | —                                 | —                                 | —                                 |              |
| 1982 | Attitudes - Megjelent: 1982. 11. 26. - Kiadó: Mercury                    | —                                 | —                                 | —                                 | —                                 | —                                 | —                                 | —                                 | —                                 |              |
| 1984 | Reflection - Megjelent: 1984. 01. 25. - Kiadó: Starblend                 | —                                 | —                                 | —                                 | —                                 | —                                 | —                                 | —                                 | —                                 |              |
| 1985 | Senza Tempo - Megjelent: 1985. 08. 18. - Kiadó: Five Records             | —                                 | —                                 | —                                 | —                                 | —                                 | —                                 | —                                 | —                                 |              |
| 1986 | Greater Love - Megjelent: 1986. 09. 01. - Kiadó: BR Music                | —                                 | —                                 | —                                 | 33                                | —                                 | —                                 | —                                 | —                                 |              |
| 1987 | Come All Ye Faithful - Megjelent: 1987. 11. 19. - Kiadó: CNR             | —                                 | —                                 | —                                 | —                                 | —                                 | —                                 | —                                 | —                                 |              |
| 1988 | Le Grec - Megjelent: 1988. 08. 01. - Kiadó: Flarenasch                   | 10                                | —                                 | —                                 | —                                 | —                                 | —                                 | —                                 | —                                 |              |
| 1988 | Time - Megjelent: 1988. 10. 01. - Kiadó: EMI                             | —                                 | —                                 | —                                 | —                                 | —                                 | —                                 | —                                 | —                                 |              |
| 1989 | Voice And Vision - Megjelent: 1989. 02. 08. - Kiadó: EMI                 | 8                                 | —                                 | —                                 | —                                 | —                                 | —                                 | —                                 | —                                 |              |
| 1992 | Christmas With Demis Roussos - Megjelent: 1992. 12. 01. - Kiadó: Arcade  | 5                                 | —                                 | —                                 | —                                 | —                                 | —                                 | —                                 | —                                 |              |
| 1993 | Insight - Megjelent: 1993. 02. 22. - Kiadó: Dureco                       | —                                 | —                                 | —                                 | —                                 | —                                 | —                                 | —                                 | —                                 |              |
| 1995 | In Holland - Megjelent: 1995. 03. 15. - Kiadó: BR Music                  | —                                 | —                                 | —                                 | —                                 | —                                 | —                                 | —                                 | —                                 |              |
| 1995 | Immortel - Megjelent: 1995. 05. 26. - Kiadó: Arcade                      | 16                                | —                                 | —                                 | —                                 | 31                                | —                                 | —                                 | —                                 |              |
| 1996 | Serenade - Megjelent: 1996. 03. 31. - Kiadó: Arcade                      | —                                 | —                                 | —                                 | —                                 | —                                 | —                                 | —                                 | —                                 |              |
| 1997 | Mon Île - Megjelent: 1997. 10. 01. - Kiadó: BMG                          | —                                 | —                                 | —                                 | —                                 | —                                 | —                                 | —                                 | —                                 |              |
| 2000 | Auf Meinen Wegen - Megjelent: 2000 - Kiadó: BMG                          | —                                 | —                                 | —                                 | —                                 | —                                 | —                                 | —                                 | —                                 |              |
| 2009 | Demis - Megjelent: 2009. 06. 11. - Kiadó: Bang                           | 18                                | —                                 | —                                 | —                                 | 35                                | —                                 | —                                 | —                                 |              |

## Fontosabb válogatásalbumok
| Év   | Album adatai                                                                             | Slágerlistás helyezés | Slágerlistás helyezés | Slágerlistás helyezés | Slágerlistás helyezés | Slágerlistás helyezés | Slágerlistás helyezés | Slágerlistás helyezés | Slágerlistás helyezés | Megjegyzések                                                                    |
| Év   | Album adatai                                                                             | FR                    | UK                    | GER                   | NL                    | B                     | SP                    | IT                    | SWE                   | Megjegyzések                                                                    |
| ---- | ---------------------------------------------------------------------------------------- | --------------------- | --------------------- | --------------------- | --------------------- | --------------------- | --------------------- | --------------------- | --------------------- | ------------------------------------------------------------------------------- |
| 1974 | Greatest Hits - Megjelent: 1974. - Kiadó: Philips                                        | —                     | —                     | —                     | 2                     | —                     | —                     | —                     | —                     |                                                                                 |
| 1978 | En Castellano - Megjelent: 1978 - Kiadó: Philips                                         | —                     | —                     | —                     | —                     | —                     | —                     | —                     | —                     | Spanyol nyelvű dalok válogatása. Többféle címen és változatban került kiadásra. |
| 1978 | Life And Love - Megjelent: 1978. 10. 28. - Kiadó: Philips                                | —                     | 36                    | —                     | —                     | —                     | —                     | —                     | —                     |                                                                                 |
| 1980 | Insel Der Zartlichkeit - Megjelent: 1980. 03. 24. - Kiadó: Polystar                      | —                     | —                     | 2                     | —                     | —                     | —                     | —                     | —                     |                                                                                 |
| 1982 | Souvenirs - Zijn 16 Grootste Hits - Megjelent: 1982. 07. 31. - Kiadó:                    | —                     | —                     | —                     | 4                     | —                     | —                     | —                     | —                     |                                                                                 |
| 1987 | The Story Of Demis Roussos - Megjelent: 1987. 05. 23. - Kiadó: EVA/EMI Bevola            | 2                     | —                     | —                     | 18                    | 1                     | —                     | —                     | —                     | Több újra felvett dal válogatása.                                               |
| 1989 | Ballads - Megjelent: 1989 - Kiadó: BR Music                                              | —                     | —                     | —                     | —                     | —                     | —                     | —                     | —                     |                                                                                 |
| 1990 | Nature Boy - Megjelent: 1990 - Kiadó: BR Music                                           | —                     | —                     | —                     | —                     | —                     | —                     | —                     | —                     | Ugyanezen album kiadásra került Favourite Raritires címen is.                   |
| 1992 | The Very Best Of Demis Roussos - Megjelent: 1992 - Kiadó: Arcade                         | —                     | —                     | —                     | —                     | —                     | —                     | —                     | —                     | Többféle verzióban lett kiadva.                                                 |
| 1998 | The Phenomenon 1968-1998 - Megjelent: 1998 - Kiadó: BR Music                             | —                     | —                     | —                     | 25                    | —                     | —                     | —                     | —                     | Két-, illetve négylemezes változatban is megjelent.                             |
| 1999 | The Universal Master Collection - Megjelent: 1999. 12. 27. - Kiadó: Mercury              | —                     | —                     | —                     | —                     | —                     | 82                    | —                     | —                     |                                                                                 |
| 2002 | Forever And Ever - The Definitive Collection - Megjelent: 2002. 03. 16. - Kiadó: Philips | —                     | 17                    | —                     | —                     | —                     | —                     | —                     | —                     |                                                                                 |
| 2010 | Demis Collection - Megjelent: 2010 - Kiadó: Real News                                    | —                     | —                     | —                     | —                     | —                     | —                     | —                     | —                     | Háromlemezes kiadvány. A harmadik lemezen Cyril Roussos remixei találhatóak.    |

## Koncertalbumok
| Év   | Album adatai                                                  | Megjegyzések         |
| ---- | ------------------------------------------------------------- | -------------------- |
| 1980 | Roussos Live! - Megjelent: 1980. 02. 01. - Kiadó: Philips     |                      |
| 1999 | Double Live - Megjelent: 1999 - Kiadó: BR Music               | 2 CD-s koncertalbum. |
| 2006 | Live In Brasil - Megjelent: 2006. 05. 22. - Kiadó: MNF Brazil | 2 CD-s koncertalbum. |

## Középlemezek, EP-k
| Év   | Album adatai           | Slágerlistás helyezés | Slágerlistás helyezés | Slágerlistás helyezés | Slágerlistás helyezés | Slágerlistás helyezés | Slágerlistás helyezés | Slágerlistás helyezés | Slágerlistás helyezés |
| Év   | Album adatai           | FR                    | UK                    | GER                   | NL                    | B                     | SP                    | IT                    | SWE                   |
| ---- | ---------------------- | --------------------- | --------------------- | --------------------- | --------------------- | --------------------- | --------------------- | --------------------- | --------------------- |
| 1972 | End Of The Line        | —                     | —                     | —                     | —                     | —                     | —                     | —                     | —                     |
| 1976 | The Roussos Phenomenon | —                     | 1                     | —                     | —                     | —                     | —                     | —                     | —                     |
| 1977 | Kyrila                 | —                     | 33                    | —                     | —                     | —                     | —                     | —                     | —                     |
| 1986 | Island Of Olve         | —                     | —                     | —                     | —                     | —                     | —                     | —                     | —                     |

## Fontosabb kislemezek, maxik
| Év   | Kislemez                                 | Slágerlistás helyezés | Slágerlistás helyezés | Slágerlistás helyezés | Slágerlistás helyezés | Slágerlistás helyezés | Slágerlistás helyezés | Slágerlistás helyezés | Slágerlistás helyezés | Slágerlistás helyezés | Slágerlistás helyezés | Slágerlistás helyezés | Slágerlistás helyezés | Slágerlistás helyezés | Album                        |
| Év   | Kislemez                                 | FR                    | UK                    | DE                    | NL                    | BE                    | SP                    | IT                    | CH                    | AT                    | IRL                   | RL                    | AU                    | US Hot 100            | Album                        |
| ---- | ---------------------------------------- | --------------------- | --------------------- | --------------------- | --------------------- | --------------------- | --------------------- | --------------------- | --------------------- | --------------------- | --------------------- | --------------------- | --------------------- | --------------------- | ---------------------------- |
| 1971 | We Shall Dance                           | 3                     | —                     | 29                    | 7                     | 9                     | 2                     | 2                     | —                     | —                     | —                     | 5                     | —                     | —                     | On The Greek Side Of My Mind |
| 1971 | Fire and Ice                             | 9                     | —                     | —                     | —                     | —                     | —                     | 18                    | —                     | —                     | —                     | —                     | —                     | —                     | On The Greek Side Of My Mind |
| 1972 | No Way Out                               | 10                    | —                     | —                     | —                     | —                     | —                     | —                     | —                     | —                     | —                     | —                     | —                     | —                     | On The Greek Side Of My Mind |
| 1972 | My Reason                                | 1                     | —                     | —                     | 2                     | 2                     | 2                     | —                     | —                     | —                     | —                     | 9                     | —                     | —                     | Forever And Ever             |
| 1973 | Forever And Ever                         | 1                     | —                     | 26                    | 2                     | 1                     | 1                     | 10                    | —                     | —                     | —                     | 1                     | —                     | —                     | Forever And Ever             |
| 1973 | Goodbye My Love, Goodbye                 | 1                     | —                     | 1                     | 3                     | 1                     | 3                     | 9                     | 1                     | 2                     | —                     | 1                     | —                     | —                     | Forever And Ever             |
| 1973 | My Friend The Wind                       | —                     | —                     | 7                     | 1                     | 1                     | —                     | —                     | —                     | 15                    | 8                     | 1                     | 21                    | —                     | Forever And Ever             |
| 1973 | Schönes Mädchen Aus Arcadia              | —                     | —                     | 6                     | 1                     | 1                     | —                     | —                     | 2                     | 7                     | —                     | —                     | —                     | —                     | Auf Wiedersehn               |
| 1973 | Someday, Somewhere                       | 4                     | —                     | —                     | 2                     | 1                     | 5                     | 17                    | —                     | 18                    | —                     | 10                    | —                     | —                     | My Only Fascination          |
| 1974 | My Only Fascination                      | 6                     | —                     | —                     | 11                    | 11                    | —                     | —                     | —                     | —                     | —                     | 13                    | —                     | —                     | My Only Fascination          |
| 1974 | Lovely Lady Of Arcadia                   | 5                     | —                     | —                     | —                     | —                     | 8                     | —                     | —                     | —                     | —                     | —                     | —                     | —                     | My Only Fascination          |
| 1974 | Auf Wiedersehn                           | —                     | —                     | —                     | 5                     | 19                    | —                     | —                     | —                     | —                     | —                     | —                     | —                     | —                     | Auf Wiedersehn               |
| 1974 | With You                                 | —                     | —                     | —                     | 23                    | 18                    | —                     | —                     | —                     | —                     | —                     | —                     | 90                    | —                     | -                            |
| 1974 | Manuela                                  | —                     | —                     | 42                    | —                     | —                     | —                     | —                     | —                     | —                     | —                     | —                     | —                     | —                     | Auf Wiedersehn               |
| 1975 | Schön Wie Mona Lisa                      | —                     | —                     | 6                     | —                     | —                     | —                     | —                     | —                     | —                     | —                     | —                     | —                     | —                     | Die Nacht Und Der Wein"      |
| 1975 | From Souvenirs To Souvenirs              | 4                     | —                     | —                     | —                     | —                     | —                     | —                     | —                     | —                     | —                     | 12                    | —                     | —                     | Souvenirs                    |
| 1975 | Perdoname                                | —                     | —                     | —                     | 5                     | 5                     | 12                    | —                     | —                     | —                     | —                     | —                     | —                     | —                     | Souvenirs                    |
| 1975 | Vagabund Der Liebe                       | —                     | —                     | 22                    | —                     | —                     | —                     | —                     | —                     | —                     | —                     | —                     | —                     | —                     | Die Nacht Und Der Wein       |
| 1975 | Happy to Be On An Island In The Sun      | —                     | 5                     | —                     | —                     | —                     | —                     | —                     | —                     | —                     | 3                     | 4                     | 26                    | —                     | Happy To Be...               |
| 1976 | Die Bouzouki, Die Nacht Und Der Wein     | —                     | —                     | 43                    | —                     | —                     | —                     | —                     | —                     | —                     | —                     | —                     | —                     | —                     | Die Nacht Und Der Wein       |
| 1976 | Can't Say How Much I Love You            | 10                    | 35                    | —                     | —                     | —                     | 31                    | —                     | —                     | —                     | —                     | —                     | —                     | —                     | Happy To Be...               |
| 1976 | Far Away                                 | —                     | —                     | —                     | —                     | —                     | —                     | —                     | —                     | —                     | —                     | 1                     | —                     | —                     | Happy To Be...               |
| 1976 | Never Say Goodbye Again                  | 37                    | —                     | —                     | —                     | —                     | —                     | —                     | —                     | —                     | —                     | —                     | —                     | —                     | -                            |
| 1976 | When Forever Has Gone                    | —                     | 2                     | —                     | 23                    | —                     | —                     | —                     | —                     | —                     | —                     | —                     | —                     | —                     | -                            |
| 1977 | Maybe Someday                            | —                     | —                     | —                     | —                     | —                     | 16                    | —                     | —                     | —                     | —                     | —                     | —                     | —                     | -                            |
| 1977 | Kyrila                                   | —                     | —                     | 40                    | —                     | —                     | —                     | —                     | —                     | —                     | —                     | —                     | —                     | —                     | Kyrila - Insel Der Traume    |
| 1977 | Because                                  | —                     | 39                    | —                     | —                     | —                     | —                     | 7                     | —                     | —                     | —                     | —                     | —                     | —                     | The Demis Roussos Magic      |
| 1977 | Mourir Aupres De Mon Amour               | 1                     | —                     | —                     | —                     | 26                    | 4                     | —                     | —                     | —                     | —                     | —                     | 2                     | —                     | Ainsi Soit-il                |
| 1977 | Ainsi Soit-il                            | 4                     | —                     | —                     | —                     | —                     | —                     | —                     | —                     | —                     | —                     | —                     | —                     | —                     | Ainsi Soit-il                |
| 1978 | Life In The City                         | 6                     | —                     | —                     | —                     | —                     | —                     | —                     | —                     | —                     | —                     | —                     | —                     | —                     | Demis Roussos                |
| 1978 | That Once In A Lifetime                  | —                     | —                     | —                     | —                     | —                     | —                     | —                     | —                     | —                     | —                     | —                     | —                     | 47                    | Demis Roussos                |
| 1978 | Loin Des Yeux Loin Du Cœur               | 4                     | —                     | —                     | —                     | —                     | —                     | —                     | —                     | —                     | —                     | —                     | —                     | —                     | Universum                    |
| 1979 | Chantez Enfants Du Monde                 | 6                     | —                     | —                     | —                     | —                     | 3                     | —                     | —                     | —                     | —                     | —                     | —                     | —                     | Universum                    |
| 1979 | Longtemps Je T'aimerai                   | 19                    | —                     | —                     | —                     | —                     | —                     | —                     | —                     | —                     | —                     | —                     | —                     | —                     | -                            |
| Év   | Kislemez                                 | Slágerlistás helyezés | Slágerlistás helyezés | Slágerlistás helyezés | Slágerlistás helyezés | Slágerlistás helyezés | Slágerlistás helyezés | Slágerlistás helyezés | Slágerlistás helyezés | Slágerlistás helyezés | Slágerlistás helyezés | Slágerlistás helyezés | Slágerlistás helyezés | Slágerlistás helyezés | Album                        |
| Év   | Kislemez                                 | FR                    | UK                    | DE                    | NL                    | BE                    | SP                    | IT                    | CH                    | AT                    | IRL                   | RL                    | AU                    | US Hot 100            | Album                        |
| 1980 | Lost In Love (with Florence Warner)      | —                     | —                     | —                     | 2                     | 3                     | —                     | —                     | —                     | —                     | —                     | —                     | —                     | —                     | Man Of The World             |
| 1980 | I Need You                               | 20                    | —                     | —                     | —                     | —                     | —                     | 14                    | —                     | —                     | —                     | —                     | —                     | —                     | Man Of The World             |
| 1981 | Race To The End                          | 24                    | —                     | —                     | —                     | —                     | —                     | —                     | —                     | —                     | —                     | —                     | —                     | —                     | Demis                        |
| 1981 | Je T'aime Mon Amour(with Vicky Leandros) | —                     | —                     | —                     | 41                    | —                     | —                     | —                     | —                     | —                     | —                     | —                     | —                     | —                     | -                            |
| 1982 | Lament                                   | 20                    | —                     | —                     | —                     | —                     | —                     | —                     | —                     | —                     | —                     | —                     | —                     | —                     | Demis                        |
| 1982 | Follow Me                                | —                     | —                     | —                     | 25                    | —                     | —                     | —                     | —                     | —                     | —                     | —                     | 60                    | —                     | Attitudes                    |
| 1983 | Jay                                      | —                     | —                     | —                     | —                     | —                     | —                     | —                     | —                     | —                     | —                     | —                     | —                     | —                     | -                            |
| 1984 | Love Me Tender                           | —                     | —                     | —                     | —                     | —                     | —                     | —                     | —                     | —                     | —                     | —                     | —                     | —                     | Reflection                   |
| 1985 | Anytime At All                           | —                     | —                     | —                     | —                     | —                     | —                     | —                     | —                     | —                     | —                     | —                     | —                     | —                     | Senza Tempo                  |
| 1985 | Amis Pour La Vie                         | —                     | —                     | —                     | —                     | —                     | —                     | —                     | —                     | —                     | —                     | —                     | —                     | —                     | Greater Love                 |
| 1986 | Island Of Love                           | —                     | —                     | —                     | 26                    | —                     | —                     | —                     | —                     | —                     | —                     | —                     | —                     | —                     | Greater Love                 |
| 1986 | Summerwine (with Nancy Boyd)             | —                     | —                     | —                     | 44                    | —                     | —                     | —                     | —                     | —                     | —                     | —                     | —                     | —                     | Greater Love                 |
| 1986 | Summer In Her Eyes                       | —                     | —                     | —                     | 32                    | —                     | —                     | —                     | —                     | —                     | —                     | —                     | —                     | —                     | Greater Love                 |
| 1987 | Rain And Tears                           | —                     | —                     | —                     | 60                    | —                     | —                     | —                     | —                     | —                     | —                     | —                     | —                     | —                     | The Story Of...              |
| 1987 | Quand Je T'aime                          | 3                     | —                     | —                     | —                     | 2                     | —                     | —                     | —                     | —                     | —                     | —                     | —                     | —                     | Le Grec                      |
| 1988 | Le Grec                                  | —                     | —                     | —                     | —                     | —                     | —                     | —                     | —                     | —                     | —                     | —                     | —                     | —                     | Le Grec                      |
| 1988 | Prier                                    | 46                    | —                     | —                     | —                     | —                     | —                     | —                     | —                     | —                     | —                     | —                     | —                     | —                     | Le Grec                      |
| 1988 | Time                                     | —                     | —                     | —                     | 57                    | —                     | —                     | —                     | —                     | —                     | —                     | —                     | —                     | —                     | Time                         |
| 1988 | Mamy Blue                                | —                     | —                     | —                     | —                     | —                     | —                     | —                     | —                     | —                     | —                     | —                     | —                     | —                     | Time                         |
| 1989 | Young Love (with Drafi Deutscher)        | —                     | —                     | —                     | —                     | —                     | —                     | —                     | —                     | —                     | —                     | —                     | —                     | —                     | Voice And Vision             |
| 1989 | On Écrit Sur Les Murs                    | 4                     | —                     | —                     | —                     | 10                    | —                     | —                     | —                     | —                     | —                     | —                     | —                     | —                     | Voice And Vision             |
| 1990 | Meme Si (Petite Fille)                   | —                     | —                     | —                     | —                     | —                     | —                     | —                     | —                     | —                     | —                     | —                     | —                     | —                     | Voice And Vision             |
| 1990 | Poésie                                   | —                     | —                     | —                     | —                     | —                     | —                     | —                     | —                     | —                     | —                     | —                     | —                     | —                     | -                            |
| 1993 | Tous Les "Je Vous Aime"                  | —                     | —                     | —                     | —                     | —                     | —                     | —                     | —                     | —                     | —                     | —                     | —                     | —                     | Insight                      |
| 1995 | Mon Amour (with Anny Schilder)           | —                     | —                     | —                     | —                     | —                     | —                     | —                     | —                     | —                     | —                     | —                     | —                     | —                     | In Holland                   |
| 1995 | On My Own (with Rob De Nijs)             | —                     | —                     | —                     | —                     | —                     | —                     | —                     | —                     | —                     | —                     | —                     | —                     | —                     | In Holland                   |
| 1995 | Eleni                                    | —                     | —                     | —                     | —                     | —                     | —                     | —                     | —                     | —                     | —                     | —                     | —                     | —                     | In Holland                   |
| 1997 | Dinata                                   | —                     | —                     | —                     | —                     | —                     | —                     | —                     | —                     | —                     | —                     | —                     | —                     | —                     | Mon Île                      |
| 2001 | Far Away (with Hasna)                    | —                     | —                     | —                     | —                     | —                     | —                     | —                     | —                     | —                     | —                     | —                     | —                     | —                     | -                            |
| 2009 | Love Is                                  | —                     | —                     | —                     | —                     | —                     | —                     | —                     | —                     | —                     | —                     | —                     | —                     | —                     | Demis                        |

## Egyebek, ritkaságok
| Év   | Kiadvány címe, adatai               | Megjegyzések                                                                                       |
| ---- | ----------------------------------- | -------------------------------------------------------------------------------------------------- |
| 1967 | When A Man Loves A Woman (kislemez) | A We Five görög együttes kislemeze, amelynek Roussos is tagja volt. Az egyik első felénekelt dala. |
| 1972 | Auntie (kislemez)                   | Kislemez, a dalban Roussos mellett több ismert előadó énekel.                                      |
| 1982 | A Question Of Weight (könyv)        | Roussos által írt könyv, mely magyarul is megjelent "Súlyos kérdések" címmel.                      |